# КЕСАФА
Союз Футбольних Асоціацій Східної і Центральної Африки, КЕСАФА (англ. The Council for East and Central Africa Football Association, CECAFA) — являє собою союз Футбольних Асоціацій східних країн Африки, є членом КАФ. Був заснований у 1973, однак неофіційною датою заснування вважається 1927 рік.

## Члени КЕСАФА
| Збірна          | Рік  |
| --------------- | ---- |
| Бурунді         | 1998 |
| Джибуті         | 1994 |
| Еритрея         | 1994 |
| Ефіопія         | 1983 |
| Кенія           | 1973 |
| Руанда          | 1995 |
| Сомалі          | 1973 |
| Південний Судан | 2012 |
| Судан           | 1975 |
| Танзанія        | 1973 |
| Уганда          | 1973 |
| Занзібар        | 1973 |

## Турніри КЕСАФА
- Кубок КЕСАФА
- Клубний Кубок КЕСАФА